# The Almighty Trigger Happy/Misconduct
The Almighty Trigger Happy/Misconduct är ett splitalbum med banden The Almighty Trigger Happy och Misconduct, utgivet på Bad Taste Records 2000.

## Låtlista
Låtarna 1-7 är framförda av Misconduct och låtarna 8-13 av The Almighty Trigger Happy.
1. "I Believe"
2. "Think Positive"
3. "Friends"
4. "Face Forward"
5. "Empty Words"
6. "This Is My Way"
7. "Tribute"
8. "Broncitis"
9. "Unjustified"
10. "Punisher"
11. "My Brain Won't Leave Me Alone"
12. "Rip Tide"
13. "Stupid World"

### Fotnoter
1. ↑  ”Split”. Bad Taste Records. Arkiverad från originalet den 25 augusti 2010. https://web.archive.org/web/20100825232307/https://www.badtasterecords.se/records.asp?id=50. Läst 8 januari 2012.